# Calolamprodes laevis
Calolamprodes laevis är en kackerlacksart som först beskrevs av Brunner von Wattenwyl 1893.  Calolamprodes laevis ingår i släktet Calolamprodes och familjen jättekackerlackor. Inga underarter finns listade.